# Germano Penemote

Erzbischofswappen von Germano Penemote

Germano Penemote (* 24. Oktober 1969 in Ondobe, Distrikt Cunene, Portugiesisch-Westafrika) ist ein angolanischer römisch-katholischer Geistlicher, Erzbischof und Diplomat des Heiligen Stuhls.

## Leben
Germano Penemote empfing am 6. Dezember 1998 das Sakrament der Priesterweihe für das Bistum Ondjiva. Nach weiterführenden Studien wurde er 2004 an der Päpstlichen Lateranuniversität in Rom bei Domingo Andrés Gutiérrez CMF mit der Arbeit Fundamento antropológico do princípio de „sana cooperatio“. Justificação das relações jurídicas actuais entre a Igreja e a comunidade política („Anthropologische Begründung des Grundsatzes der ‚sana cooperatio‘. Rechtfertigung der derzeitigen rechtlichen Beziehungen zwischen der Kirche und dem politischen Gemeinwesen“) zum Doktor beider Rechte promoviert. Zudem absolvierte er von 1999 bis 2003 eine Ausbildung an der Päpstlichen Diplomatenakademie.
Penemote trat am 1. Juli 2003 in den diplomatischen Dienst des Heiligen Stuhls ein. Er war an den Nuntiaturen in Benin (2003–2006), in Uruguay (2006–2010), in der Slowakei (2010–2013), in Thailand (2013–2016), in Ungarn (2016–2019) und in Peru (2019–2022) tätig. Ab 2022 war Penemote Nuntiaturrat an der Apostolischen Nuntiatur in Rumänien. Papst Benedikt XVI. verlieh ihm am 8. Dezember 2008 den Ehrentitel Päpstlicher Ehrenkaplan und Papst Franziskus am 11. November 2016 den Ehrentitel Päpstlicher Ehrenprälat.
Am 16. Juni 2023 ernannte ihn Papst Franziskus zum Titularerzbischof von Treia und zum Apostolischen Nuntius in Pakistan. Kardinalstaatssekretär Pietro Parolin spendete ihm am 12. August desselben Jahres auf dem Vorplatz der Kathedrale Nossa Senhora das Vitórias in Ondjiva die Bischofsweihe; Mitkonsekratoren waren der Bischof von Ondjiva, Pio Hipunyati, und der Erzbischof von Saurimo, José Manuel Imbamba. Sein Wahlspruch Omnes fratres estis („Ihr alle seid Brüder“) stammt aus Mt 23,8 . Penemote ist der erste aus Angola stammende Apostolische Nuntius.

## Schriften
- Fundamento antropológico do princípio de „sana cooperatio“. Justificação das relações jurídicas actuais entre a Igreja e a comunidade política. Pontificia Università Lateranense, Rom 2004, OCLC 949056631.
- Advogado e cristão? Artipol-Artes Tipográficas, Águeda 2012.
- Critérios e desafios da formação sacerdotal no contexto atual. Exercícios espirituais. Paulinas, Prior Velho 2013, ISBN 978-989-673-284-4.
- O „pântano“ onde eu nasci. Alêtheia, Liscoa 2015, ISBN 978-989-622-842-2.
- A vida consagrada. Experiência quaresmal e esperança na alegria. Retiro quaresmal para religiosas consagradas, Igreja de Eke – Diocese de Ondjiva (Angola), 21 de fevereiro de 2015. Paulinas, Prior Velho 2016, ISBN 978-989-673-536-4.
- Os Ovawambo-Ovakwanyama. Um povo visitado por László Magyar em 1852. Vila Nova de Famalicão 2020.